# 波吕许谟尼亚

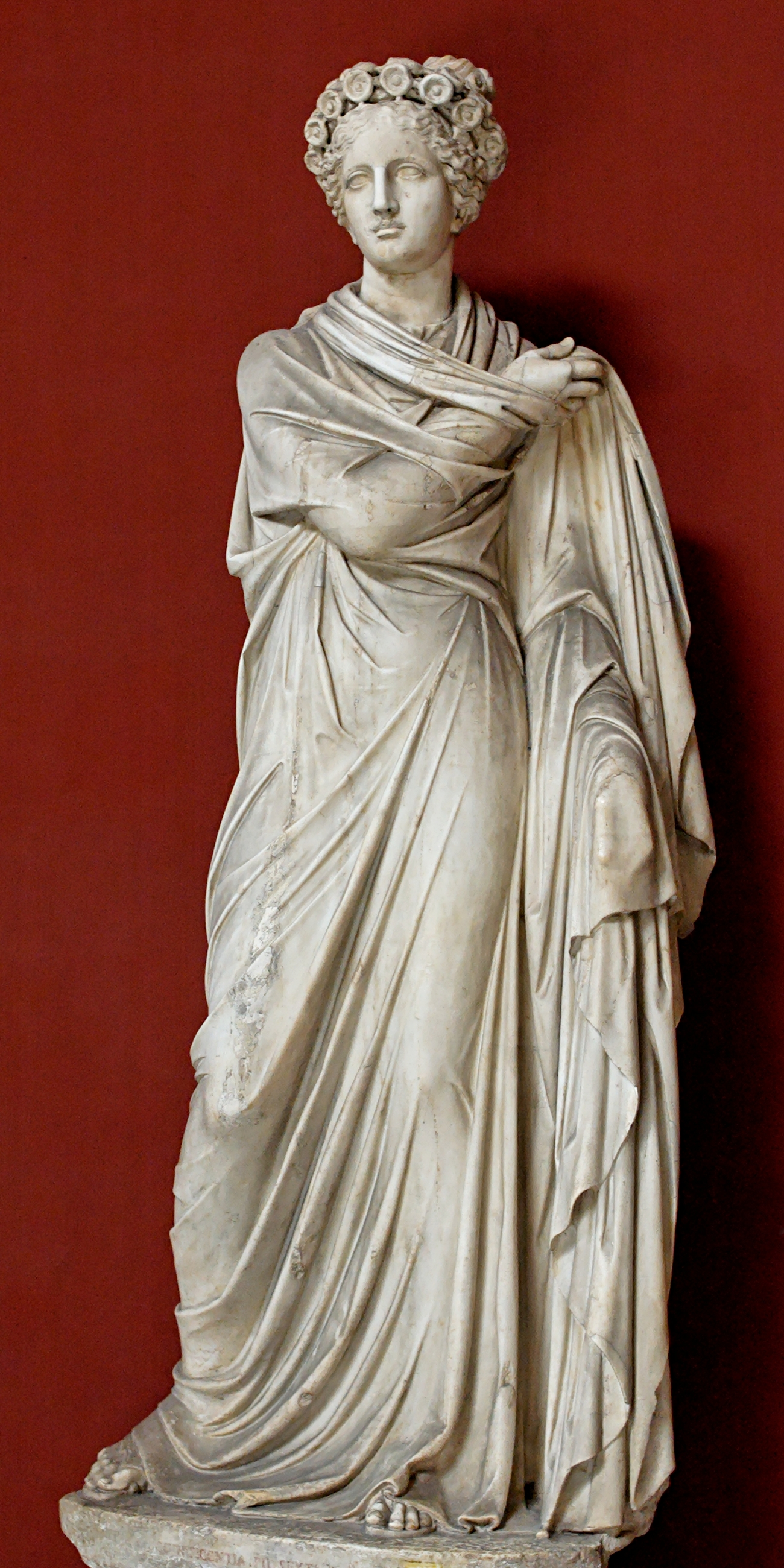
波吕许谟尼亚

波吕许谟尼亚（古希腊语：Πολυύμνία，字面意思为“有很多颂歌的”），希腊神话中司颂歌和哑剧的缪斯。她的名字有时被写为“波吕谟尼亚”（Πολυμνια）。
根据赫西俄德的记载，波吕许谟尼亚与其他八位缪斯一样，是宙斯与记忆女神谟涅摩叙涅的女儿。
在希腊神话中，波吕许谟尼亚负责掌管严肃的颂歌。苏联神话学家认为她可能本来是司舞蹈的神祇（与忒耳普西科瑞职能重叠），后来演变为颂歌和哑剧之神。在某些情况下，波吕许谟尼亚还与农业乃至几何学有关。
据说波吕许谟尼亚是竖琴的发明者。
在古典艺术中，波吕许谟尼亚的形象没有什么显著的特征。她通常被表现为一位头戴面纱、表情严肃的妇女，有时手中持有长笛。

## 资料来源
- 《世界神话辞典》，辽宁人民出版社，ISBN 7-205-00960-X
- 《神话辞典》，（苏联）M·H·鲍特文尼克等，统一书号：2017·304